# Euploea jandaon
Euploea jandaon är en fjärilsart som beskrevs av Hans Fruhstorfer 1910. Euploea jandaon ingår i släktet Euploea och familjen praktfjärilar. Inga underarter finns listade i Catalogue of Life.